# Mabel Matiz

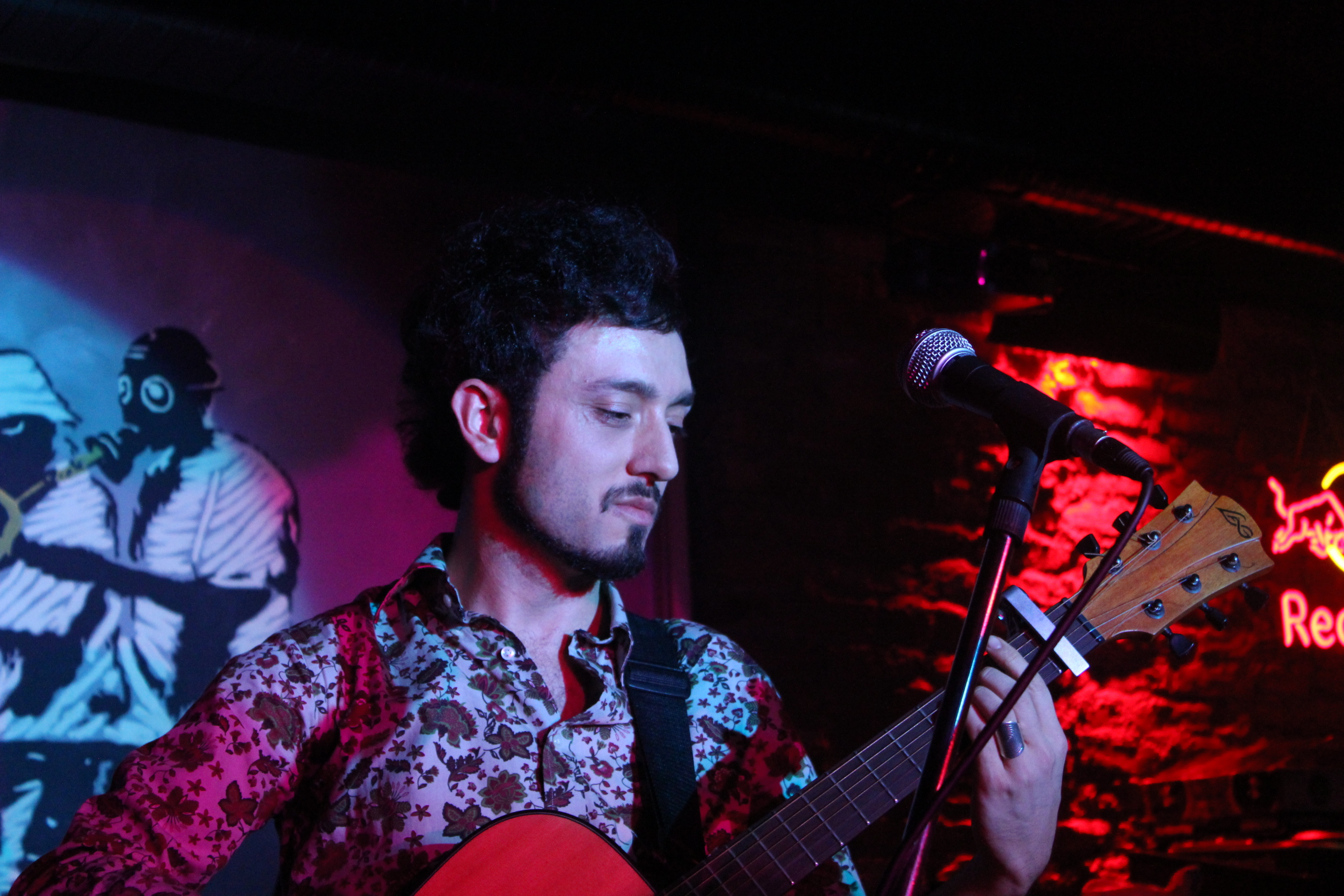
Mabel Matiz, 2011

Mabel Matiz (* 31. August 1985 in Erdemli; bürgerlich Fatih Karaca) ist ein türkischer Pop-Rock-Musiker und Songwriter.

## Leben und Karriere

### Frühe Jahre
Matiz wurde 1985 im türkischen Erdemli im Süden der Türkei geboren und wuchs dort auf. Sein Vater arbeitete als Lastkraftfahrer, seine Mutter war als Haushälterin tätig. Matiz absolvierte seine Schulausbildung in Erdemli. Nach seinem Schulabschluss 2003 absolvierte Matiz ein Studium für Zahnmedizin an der Universität Istanbul, welches er im Jahr 2008 beendete. Mitte 2011 begann Matiz ein zweites Studium an der İstanbul Bilgi Üniversitesi, das er 2014 mit dem Masterabschluss abschloss.

### Musikalische Karriere
Die Liebe zur Musik entdeckte Matiz während seines Studiums. Er lernte Gitarre spielen und nahm zudem auch Gesangsunterricht. Neben seiner Studienzeit komponierte Matiz eigene kleine Stücke, von denen er später auch einige auf der Plattform MySpace veröffentlichte.
2009, ein Jahr nach Beendigung seines Studiums, traf Matiz auf den Produzenten Engin Akıncı. Matiz sang auf den Vorschlag von Akıncı in dessen Tonstudio mehrere Lieder ein, welche dann von beiden zu einem Album zusammengestellt wurden. Das fertige Studioalbum mit dem Titel Mabel Matiz enthält fünf Lieder und wurde am 11. Mai 2011 veröffentlicht.
Etwa zwei Jahre später, am 5. Januar 2013, erschien das zweite Album Yaşım Çocuk. Während der Produktion des Studioalbums arbeitete Matiz mit zahlreichen türkischen Künstlern und Produzenten zusammen, darunter Can Güngör, Cihan Mürtezaoğlu, Mete Özgencil und Yıldız Tilbe. Die beiden Songs Zor Değil und Aşk Yok Olmaktır erreichten hohe Platzierungen in den türkischen Charts.
Im Juni 2013 brachte Matiz eine Coverversion von Sultan Süleyman, ein Lied der 2008 verstorbenen Dichterin Aysel Gürel, heraus. Dieses Lied erschien nur als Track auf dem Tributalbum Aysel'in, dass Gürel zu Ehren nach deren Tod gewidmet wurde. Matiz wurde Anfang 2014 mit einem Turkey Music Award sowie mit einem Radio Boğaziçi Music Award in der Kategorie „Beste Coverversion“ ausgezeichnet. Ende des Jahres zeichnete das türkische Männermagazin GQ Türkiye den Sänger mit einem Men Of The Year Award zum „Künstler des Jahres“ aus.
Am 14. Juli 2014 erschien das Kollaborationsalbum Alaimisema sowie die gleichnamige Single als Radio-Edit.
Mitte Februar 2015 präsentierte der Künstler sein drittes Studioalbum Gök Nerede. Matiz war zu einem Großteil am Schreiben der Liedtexte sowie bei der Produktion der einzelnen Songs beteiligt. Mit rund 39.000 verkauften Einheiten ist es das bisher erfolgreichste Album des Sängers. Die beiden Lieder Gel und Bir Hadise Var erreichten jeweils Platz eins in den türkischen Top-Ten-Charts.
Mit Ya Bu İşler Ne und Öyle Kolaysa stellte Matiz die ersten und einzigen Singleauskopplungen seines vierten Studioalbums Maya vor. Zunächst erschien es als digitale Downloadversion auf der türkischen Musikplattform Zoom Music. Am 21. Juni 2018 veröffentlichte das Label DMC Müzik das Album als CD-Format. Musikalisch besitzt es neben Synthpop Einflüsse von Trap, Disco und Folk. Matiz erklärte später in einem Interview, er habe das Album seiner Mutter gewidmet und es ihr zu Ehren Maya genannt.

## Diskografie
Alben
- 2011: Mabel Matiz
- 2013: Yaşım Çocuk
- 2015: Gök Nerede
- 2018: Maya
- 2023: Fatih
- 2025: Aklıselim (Konzeptalbum)

Live-Alben
- 2024: Dudaklarımdan Yıllarca Düşmeyecek

Singles
- 2011: Arafta
- 2011: Söylese O Ben Söyleyemem
- 2011: Kül Hece
- 2012: Filler ve Çimen
- 2012: Barışırsa Ruhum
- 2013: Sultan Süleyman
- 2013: Zor Değil
- 2013: Aşk Yok Olmaktır
- 2013: Tamburu Yokuştan
- 2014: Yaşım Çocuk
- 2014: Alaimisema
- 2014: Kör Heves (mit Ceylan Ertem)
- 2015: Gel
- 2015: Sarışın
- 2015: Bir Hadise Var
- 2016: Ahu (Hintergrundstimme: Göksel)
- 2016: Fena Halde Bela (Hintergrundstimme: Göksel)
- 2016: Gök Nerede
- 2016: Geçti Dost Kervanı
- 2016: Mavi (mit Ah! Kosmos)
- 2017: Yuh Yuh (mit Selda Bağcan)
- 2017: Laubali
- 2017: Ya Bu İşler Ne
- 2018: Öyle Kolaysa
- 2018: Değilsin
- 2018: Sarmaşık
- 2018: A Canım
- 2019: Mendilimde Kırmızım Var (mit Sibel Gürsoy)
- 2019: Çukur
- 2019: Boyalı Da Saçların
- 2019: Comme Un Animal
- 2019: Gözlerine
- 2020: Nerde (mit Nükhet Duru; Original: Yulduz Usmonova – Maida)
- 2020: Toy
- 2021: Kahrettim
- 2022: Hanfendi
- 2022: Nerelere Gideyim
- 2022: Kavşaklar
- 2022: Karakol
- 2022: Fan
- 2022: Antidepresan (mit Mert Demir; #13 der deutschen Single-Trend-Charts am 6. Januar 2023[8])
- 2023: Aferin
- 2023: Uçkun (mit Hello Psychaleppo)
- 2023: İki Satır Yara (mit Aşkın Nur Yengi)
- 2023: Düldül (mit Melike Şahin)
- 2023: Numaracı
- 2023: Müphem
- 2023: Bahçemin En Zor Gülü
- 2024: Kalbi Hepten Kırıklara (mit Can Bonomo)
- 2024: Canım Diye (mit Can Bonomo)
- 2024: Kömür
- 2024: Sen Benim Şarkılarımsın
- 2024: Cicim Sarhoş
- 2025: Dalga
- 2025: Gök Mavi
- 2025: Yanılır Gibi (mit Selin)
- 2025: Siyah İncim (mit Bengü Beker)
- 2025: Kayboldum Masalında (mit Aleyna Tilki)

### Gastauftritte
- 2015: Bir Tek Gördüğüm (von Ayşegül Aldinç – Hintergrundstimme)
- 2015: Denize Bıraksam (von Göksel – Hintergrundstimme)
- 2023: Diva Yorgun (von Melike Şahin – im Musikvideo)
- 2025: Pişman Boy (von Bengü Beker – im Musikvideo)

### Songwriting (Auswahl)
- 2017: Muhbir (von Sıla)
- 2019: Bu da Geçecek (von Göksel)
- 2019: Katakulli (von Ayşe Hatun Önal)
- 2021: Nasır (von Melike Şahin)
- 2024: Sana Yıldızları Ödediğimden (von Bengü Beker)
- 2024: Lan (von Zeynep Bastık)

## Auszeichnungen
Nominiert
METU Media Awards
- 2016: in den Kategorien „Bester männlicher Sprecher“, „Bester Song des Jahres“ und „Bestes Album“ für Gök Nerede

Turkey Youth Award
- 2016: in der Kategorie „Bester männlicher Künstler“

Ege Üniversitesi Media Awards
- 2016: in den Kategorien „Bestes Album“ für Gök Nerede und „Bester Song“ für Gel

Gewonnen
Altın Kelebek
- 2014: Altın Kelebek Award in der Kategorie Bester Newcomer
- 2017: Altın Kelebek Award in der Kategorie Bestes Musikvideo (für Ya Bu İşler Ne)
- 2020: Altın Kelebek Award in der Kategorie Bestes Musikvideo (für Mendilimde Kırmızım Var)
- 2020: Altın Kelebek Award in der Kategorie Bester Sänger

Radio Boğaziçi Müzik Awards
- 2014: in der Kategorie „Beste Coverversion“ für Sultan Süleyman
- 2015: in der Kategorie „Bestes Album“ für Gök Nerede

GQ Men Of The Year Award
- 2014: in der Kategorie „Musiker des Jahres“

Haliç Üniversitesi Awards
- 2013: in der Kategorie „Bester Performer des Jahres“

Ege Üniversitesi Media Awards
- 2014: in der Kategorie „Bester Künstler“
- 2016: in der Kategorie „Beste Coverversion“ für Bir Hadise Var

YTÜ Yılın Yıldızları Award
- 2014: in der Kategorie „Bester männlicher Künstler“
- 2016: in der Kategorie „Bester männlicher Künstler“

Turkey Music Award
- 2014: in der Kategorie „Beste Coverversion“ für Sultan Süleyman

1st Gossip Time End of the Year Award
- 2015: in der Kategorie „Bester männlicher Künstler“

TURKMSIC Yılın En'leri Award
- 2016: in der Kategorie „Bester Song des Jahres“ für Gel

## Belege
1. 1 2  Biyografi mabelmatiz.com
2. ↑  sabaha.com
3. ↑  Mabel Matiz - Mabel Matiz Kimdir? Nereli? - Biyografi. Abgerufen am 18. Juni 2019 (türkisch).
4. ↑  Hikmet Demirkol: Mabel Matiz:Ahıra Girmeyen Koç. Abgerufen am 18. Juni 2019 (türkisch).
5. ↑  Maya by Mabel Matiz. Abgerufen am 18. Juni 2019 (britisches Englisch).
6. ↑  Mabel Matiz - Maya (2 CD). Abgerufen am 18. Juni 2019 (türkisch).
7. ↑  iTunes Mabel Matiz
8. ↑  Single Trending Charts. In: mtv.de. GfK Entertainment, 6. Januar 2023, abgerufen am 7. Januar 2023.

| Personendaten    | Personendaten                   |
| ---------------- | ------------------------------- |
| NAME             | Matiz, Mabel                    |
| ALTERNATIVNAMEN  | Karaca, Fatih (wirklicher Name) |
| KURZBESCHREIBUNG | türkischer Popsänger            |
| GEBURTSDATUM     | 31. August 1985                 |
| GEBURTSORT       | Erdemli, Mersin                 |